# NGC 1433
NGC 1433 este o galaxie spirală situată în constelația Orologiul. A fost descoperită în 28 septembrie 1826 de către James Dunlop. Se află la o distanță de 15,4 megaparseci de Pământ.